# Роббі Нільсон
Роберт Нільсон (англ. Robert Neilson, нар. 16 червня 1980, Пейслі) — шотландський футболіст, що грав на позиції захисника. По завершенні ігрової кар'єри — тренер.
Виступав, зокрема, за клуб «Гартс», у складі якого був дворазовим володарем Кубка Шотландії, а також національну збірну Шотландії.

## Клубна кар'єра
Народився 16 червня 1980 року в місті Пейслі. Вихованець футбольної школи клубу «Рейнджерс».
У дорослому футболі дебютував 1996 року виступами за команду единбурзького клубу «Гартс», у якій протягом наступних тринадцяти сезонів взяв участь у 200 матчах чемпіонату. Перебуваючи на контракті з «Гартс» також грав на умовах оренди за «Ковденбіт» і «Квін оф зе Саут».
Згодом з 2009 по 2012 рік грав у складі команд клубів «Лестер Сіті», «Брентфорд», «Данді Юнайтед» та «Фолкерк».
Завершив професійну ігрову кар'єру у клубі «Іст Файф», за команду якого провів три гри 2013 року.

## Виступи за збірну
2006 року провів свою першу і останню офіційну гру за національну збірну Шотландії, вийшовши на поле у програному з рахунком 0:2 гостьовому матчі відбору на Євро-2008 проти збірної України.

## Кар'єра тренера
Завершивши виступи на футбольному полі, 2013 року повернувся до «Гартс», де став тренером молодіжної команди. Вже у травні наступного 2014 року, після вильоту головної команди единбурзького клубу із шотландської Прем'єр-ліги і наступного звільнення її головного тренера Гарі Лока, Нільсону було запропоновано очолити тренерський штаб головної команди. Під його керівноцтвом «Гартс» потужно розпочали сезон 2014/15 у другому за силою шотландському дивізіоні, здобувши на його старті п'ять перемог поспіль, включаючи матчі проти прямих конкерентів у боротьбі за підвищення у класі — ігру проти «Рейнджерс» і единбурзьке дербі проти «Гіберніанс». А першу поразку у чемпіонаті команда Нільсона зазнала лише у 21-му турі. Тож за результатами сезону «Гартс» досить очікувано здобули перемогу у Шотландському чемпіоншипі і повернули собі місце у Прем'єр-лізі з 2015 року, при цьому маючи 21-очковий відрив у турнірній таблиці від найближчого переслідувача. Сам Нільсон був близьким до отримання титулу Тренера року у Шотландії.
Повернувшись до еліти шотландського футболу «Гартс» продовжили виступати потужно і врешті-решт завершили сезон 2015/16 відразу на третьому місці, кваліфікувавшись до Ліги Європи наступного сезону. У цьому єврокубку команді, щоправда, вдалося просунутися лише до другого кваліфікаційного раунду, в якому шотландців вибив данський «Брондбю».
На початку грудня 2016 року Нільсона було представлено новим головним тренером команди «Мілтон-Кінс Донс» з третього англійського дивізіону. На чолі цієї команди шотландець особливих успіхів не досяг. Сезон, по ходу якого він прийшов до «Донс», було завершено у середині турнірної таблиці, а наступного сезону 2017/18 результати команди погіршилися і вона стала одним з кандидатів на пониження у класі. Нільсон залишив команду за згодою сторін 20 січня 2018 року після серії з 11 матчів чемпіонату, в яких було здобуто лише одну перемогу.
Того ж 2018 року повернувся до шотландського клубного футболу, очоливши команду «Данді Юнайтед».

## Титули і досягнення
- Володар Кубка Шотландії (2):

«Гартс»:  1997-1998, 2005-2006